# Östervik

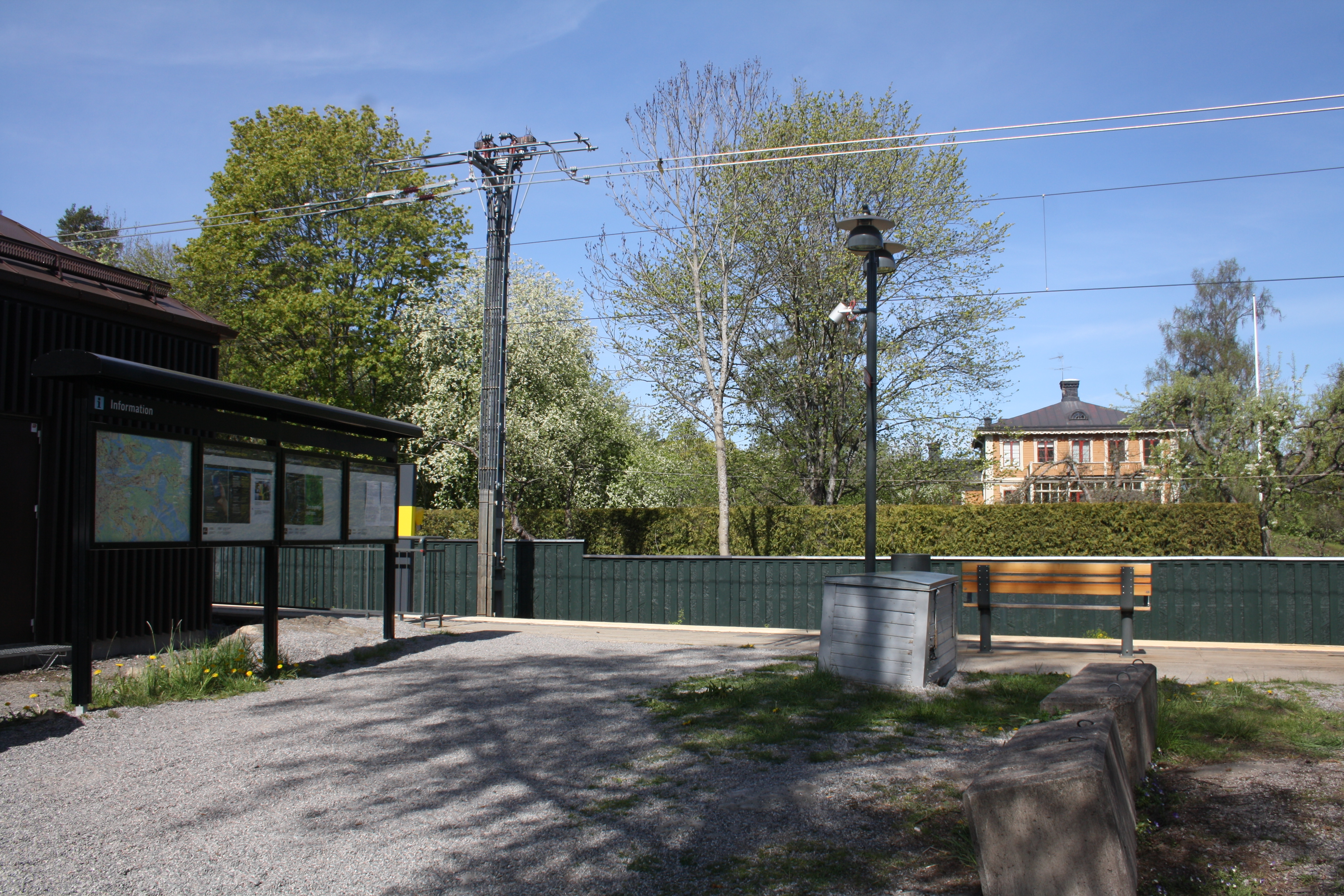
Järnvägsstationen

Östervik är en klunga med äldre villor på Lännerstasundets södra strand intill Drevinge i Nacka. Landskapet består främst av stora villor från olika tidsperioder, djurhagar och äppelträdgårdar.

## Östervik 2010

Bilder från Östervik, sommaren 2010.
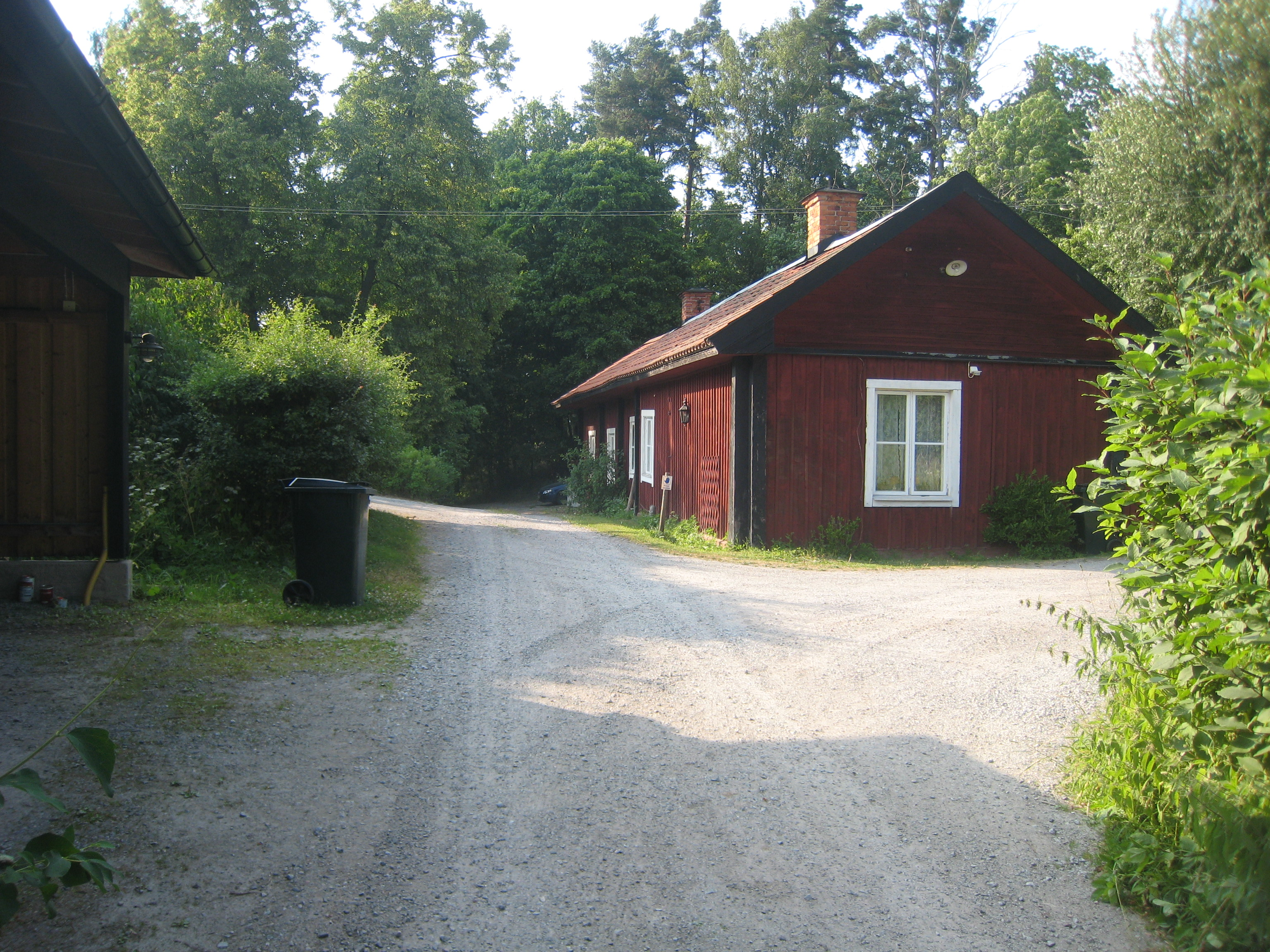
Äldre bebyggelse.
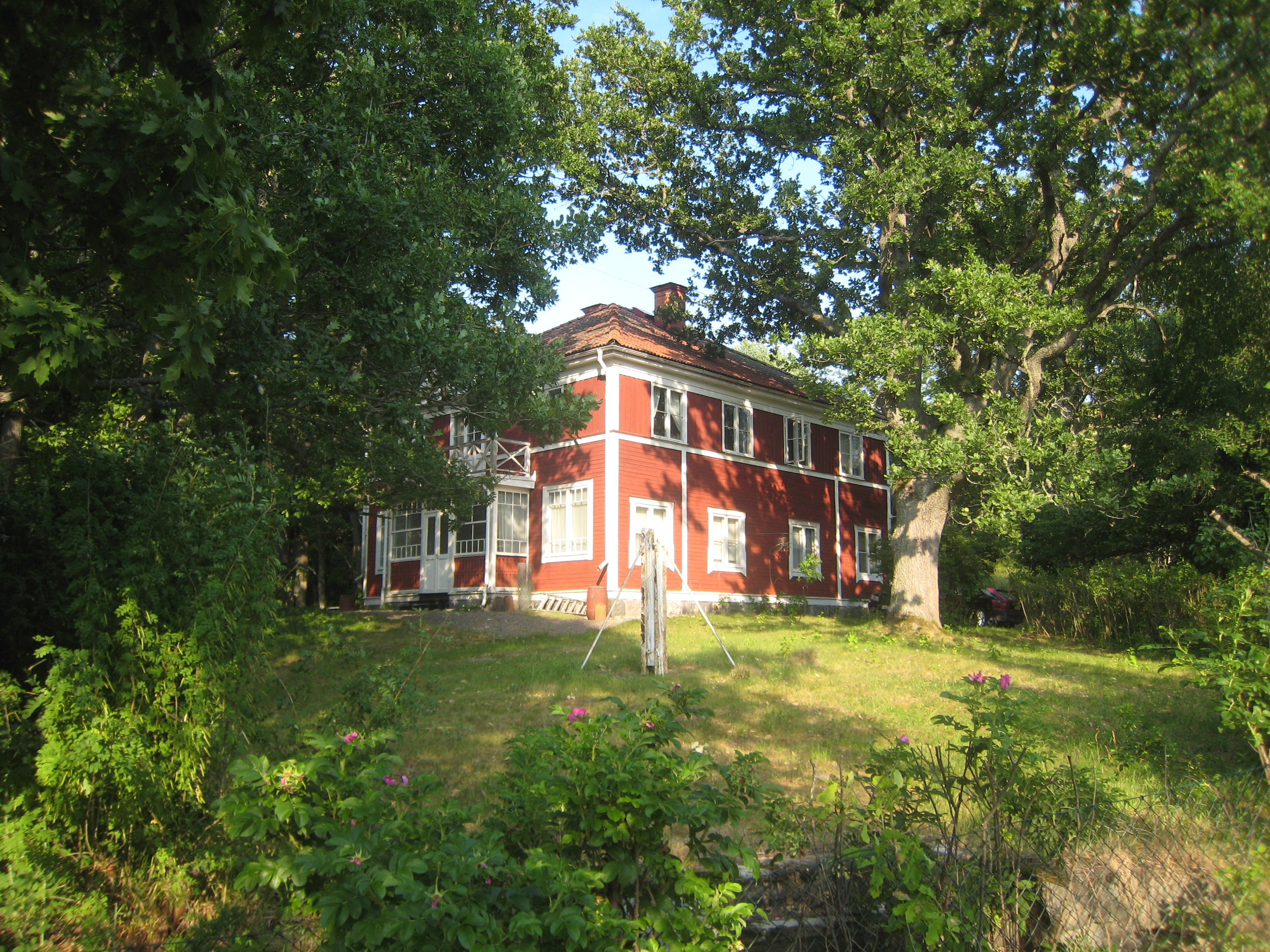
Sekelskiftesvilla.